# Championnat du Pérou de football 1972
Navigation
Saison précédente Saison suivante
La saison 1972 du Championnat du Pérou de football est la quarante-quatrième édition du championnat de première division au Pérou. La compétition regroupe les seize meilleures équipes du pays (huit équipes de Lima et Callao et huit équipes de province).
La saison se déroule en trois phases :
- Tournoi préliminaire : les seize clubs participants sont répartis en deux poules, Metropolitano pour les équipes de la capitale et de Callao, Regional pour les équipes de province. Les équipes se rencontrent deux fois, seul le premier de chaque groupe se qualifie pour la Liguilla.
- Tournoi décentralisé : les seize équipes sont regroupés au sein d'une poule unique où elles s'affrontent deux fois au cours de la saison. Les quatre premiers se qualifient pour la Liguilla tandis que les deux derniers sont relégués et remplacés par le champion de Segunda División et les trois premiers de Copa Perú avec l'extension du championnat à 18 clubs.
- Liguilla : les six clubs qualifiés par le biais des deux tournois se rencontrent une seule fois. Les deux premiers obtiennent leur billet pour la prochaine édition de la Copa Libertadores.

C'est le Sporting Cristal qui remporte la compétition après avoir terminé en tête de la Liguilla, avec un seul point d'avance sur le tenant du titre, l'Universitario de Deportes et trois sur le Club Centro Deportivo Municipal. C'est le 5e titre de champion du Pérou de l'histoire du club, qui domine le championnat avec l'Universitario puisque les deux clubs se partagent les titres nationaux depuis sept saisons.

## Les clubs participants
| - Alianza Lima - Sport Boys - Defensor Arica - Universitario de Deportes - Atlético Torino - Club Centro Deportivo Municipal - Juan Aurich - FBC Melgar | - Atlético Grau - Promu via la Copa Perú - Carlos A. Mannucci - Sporting Cristal - Deportivo SIMA - Promu de Segunda División - Defensor Lima - Unión Tumán - León de Huánuco - Promu via la Copa Perú - José Gálvez FBC |

## Compétition
Le barème utilisé pour établir les différents classements est le suivant :
- Victoire : 2 points
- Match nul : 1 point
- Défaite, forfait ou abandon : 0 point

### Tournoi préliminaire

#### Groupe Metropolitano
| Rang | Équipe                          | Pts | J  | G | N | P | Bp | Bc | Diff |
| ---- | ------------------------------- | --- | -- | - | - | - | -- | -- | ---- |
| 1    | Sporting Cristal                | 20  | 14 | 8 | 4 | 2 | 21 | 13 | +8   |
| 2    | Defensor Lima                   | 19  | 14 | 8 | 3 | 3 | 28 | 16 | +12  |
| 3    | Sport Boys                      | 15  | 14 | 4 | 7 | 3 | 28 | 22 | +6   |
| 4    | Club Centro Deportivo Municipal | 14  | 14 | 5 | 4 | 5 | 19 | 18 | +1   |
| 5    | Universitario de Deportes (T)   | 13  | 14 | 4 | 5 | 5 | 17 | 17 | 0    |
| 6    | Alianza Lima                    | 12  | 14 | 5 | 2 | 7 | 18 | 28 | -10  |
| 7    | Defensor Arica                  | 10  | 14 | 2 | 6 | 6 | 16 | 25 | -9   |
| 8    | Deportivo SIMA (P)              | 9   | 14 | 2 | 5 | 7 | 16 | 24 | -8   |

|  | Qualification pour la Liguilla                        |
|  | (T) : Tenant du titre (P) : Promu de Segunda Division |

#### Groupe Regional
| Rang | Équipe              | Pts | J  | G | N | P  | Bp | Bc | Diff |
| ---- | ------------------- | --- | -- | - | - | -- | -- | -- | ---- |
| 1    | José Gálvez FBC     | 20  | 14 | 8 | 4 | 2  | 18 | 11 | +7   |
| 2    | Unión Tumán         | 20  | 14 | 7 | 6 | 1  | 23 | 13 | +10  |
| 3    | Atlético Torino     | 17  | 14 | 6 | 5 | 3  | 19 | 13 | +6   |
| 4    | FBC Melgar          | 16  | 15 | 6 | 4 | 5  | 23 | 18 | +5   |
| 5    | Juan Aurich         | 15  | 14 | 4 | 7 | 3  | 26 | 23 | +3   |
| 6    | Atlético Grau (P)   | 11  | 14 | 4 | 3 | 7  | 24 | 24 | 0    |
| 7    | Carlos A. Mannucci  | 8   | 14 | 3 | 2 | 9  | 13 | 29 | -16  |
| 8    | León de Huánuco (P) | 6   | 14 | 2 | 2 | 10 | 12 | 27 | -15  |

|  | Qualification pour la Liguilla |

### Tournoi décentralisé
| Rang | Équipe                          | Pts | J  | G  | N  | P  | Bp | Bc | Diff |
| ---- | ------------------------------- | --- | -- | -- | -- | -- | -- | -- | ---- |
| 1    | Alianza Lima                    | 41  | 30 | 17 | 7  | 6  | 55 | 26 | +29  |
| 2    | Defensor Lima                   | 40  | 30 | 16 | 8  | 6  | 60 | 35 | +25  |
| 3    | Club Centro Deportivo Municipal | 40  | 30 | 16 | 8  | 6  | 45 | 30 | +15  |
| 4    | Universitario de Deportes (T)   | 35  | 30 | 12 | 11 | 7  | 61 | 34 | +27  |
| 5    | Juan Aurich                     | 35  | 30 | 15 | 5  | 10 | 55 | 44 | +11  |
| 6    | Sporting Cristal                | 32  | 30 | 11 | 10 | 9  | 41 | 34 | +7   |
| 7    | Atlético Grau (P)               | 29  | 30 | 11 | 7  | 12 | 38 | 47 | -9   |
| 8    | José Gálvez FBC                 | 28  | 30 | 8  | 12 | 10 | 32 | 34 | -2   |
| 9    | Deportivo SIMA (P)              | 28  | 30 | 6  | 16 | 8  | 33 | 37 | -4   |
| 10   | FBC Melgar                      | 27  | 30 | 12 | 3  | 15 | 38 | 43 | -5   |
| 11   | Atlético Torino                 | 27  | 30 | 10 | 7  | 13 | 35 | 47 | -12  |
| 12   | Unión Tumán                     | 26  | 30 | 8  | 10 | 12 | 40 | 41 | -1   |
| 13   | Sport Boys                      | 26  | 30 | 9  | 8  | 13 | 38 | 45 | -7   |
| 14   | León de Huánuco (P)             | 26  | 30 | 7  | 12 | 11 | 33 | 47 | -14  |
| 15   | Carlos A. Mannucci              | 24  | 30 | 7  | 10 | 13 | 30 | 53 | -23  |
| 16   | Defensor Arica                  | 16  | 30 | 4  | 8  | 18 | 24 | 61 | -37  |

|  | Qualification pour la Liguilla                                                             |
|  | Relégation en Segunda División                                                             |
|  | (T) : Tenant du titre (P) : Promu de Segunda División En italique : Formations de province |

### Liguilla
| Rang | Équipe                          | Pts | J | G | N | P | Bp | Bc | Diff |
| ---- | ------------------------------- | --- | - | - | - | - | -- | -- | ---- |
| 1    | Sporting Cristal                | 8   | 5 | 3 | 2 | 0 | 6  | 3  | +3   |
| 2    | Universitario de Deportes (T)   | 7   | 5 | 2 | 3 | 0 | 10 | 7  | +3   |
| 3    | Club Centro Deportivo Municipal | 5   | 5 | 1 | 3 | 1 | 8  | 7  | +1   |
| 4    | José Gálvez FBC                 | 4   | 5 | 0 | 4 | 1 | 5  | 6  | -1   |
| 5    | Alianza Lima                    | 3   | 5 | 0 | 3 | 2 | 4  | 7  | -3   |
| 6    | Defensor Lima                   | 3   | 5 | 0 | 3 | 2 | 3  | 6  | -3   |

|  | Qualification pour la Copa Libertadores 1973               |
|  | (T) : Tenant du titre En italique : Formations de province |

## Bilan de la saison
| Championnat du Pérou de football 1972 |                                             |
| Champion                              | Sporting Cristal (5e titre)                 |
| Qualifications continentales          |                                             |
| Copa Libertadores 1973                | Sporting Cristal                            |
| Copa Libertadores 1973                | Universitario de Deportes                   |
| Promotions et relégations             |                                             |
| Promus en Primera División            | Atlético Chalaco                            |
| Promus en Primera División            | Sportivo Huracán (via la Copa Perú)         |
| Promus en Primera División            | Cienciano del Cusco (via la Copa Perú)      |
| Promus en Primera División            | Colegio Nacional Iquitos (via la Copa Perú) |
| Relégués en Segunda División          | Carlos A. Mannucci                          |
| Relégués en Segunda División          | Defensor Arica                              |